# Introduction (Confide)
Introduction (2006) is de tweede ep van de Amerikaanse metalcoreband Confide, dat uitkwam in augustus 2006. Het is het laatste album van de band met de originele zanger, Josh Plesh en het enige album met drummer John Paul Penton, die vlak na de opnames van het album de band verliet.

## Tracklist
1. Dead Letter - 3:23
2. Too Many Grasshoppers to Maintain the Harvest - 2:29
3. The Architect - 5:06
4. The Difference Between a Whisper and a Scream - 4:00
5. In Reference to Something Greater - 3:55

## Medewerkers

### Muzikanten
- Josh Plesh - zang
- Jeffrey Helberg - gitaar
- Aaron Van Zutphen - gitaar
- William 'Billy' Pruden - basgitaar
- John Paul Penton - drums

### Overige
- Kevin Penner - mixen, masteren, productie